# Cribricellina rufa
Cribricellina rufa är en mossdjursart som först beskrevs av William MacGillivray 1869.  Cribricellina rufa ingår i släktet Cribricellina och familjen Catenicellidae. Inga underarter finns listade i Catalogue of Life.